# La Boissière-du-Doré
 La Boissière-du-Doré  es una población y comuna francesa, situada en la región de Países del Loira, departamento de Loira Atlántico, en el distrito de Nantes y cantón de Le Loroux-Bottereau.

## Demografía
| 526 | 523 | 517 | 551 | 627 | 672 |
| Para los censos de 1962 a 1999 la población legal corresponde a la población sin duplicidades (Fuente: INSEE [Consultar]) |     |     |     |     |     |